# Rifugio Ottorino Mezzalama
Il rifugio Ottorino Mezzalama è un rifugio situato nel comune di Ayas (AO), nella Val d'Ayas, nelle Alpi Pennine, a 3036 m s.l.m.

## Storia
È di proprietà del CAI sezione di Torino, che l'ha inaugurato nel 1934. Il rifugio è stato ampliato nel 1987.

## Caratteristiche e informazioni
È collocato sulla morena laterale del Grande Ghiacciaio di Verra.
È intitolato a Ottorino Mezzalama (1888-1931), alpinista torinese travolto da una valanga sul Ghiacciaio di Malavalle nelle Alpi Breonie.

## Accessi
L'accesso avviene dalla Val d'Ayas. Superato l'abitato di Ayas si arriva in auto al villaggio di Saint-Jacques (1689 m). Da qui si prosegue a piedi prima per stradina e poi per sentiero e si arriva al rifugio in 4/5 ore.

## Ascensioni
- Monte Breithorn - 4.164 m
- Castore - 4.228 m
- Polluce - 4.092 m
- Punta Perazzi - 3.906 m
- Gobba di Rollin - 3.899 m
- Torrioni di Verra - 3.738 m

## Traversate
- Rifugio Guide d'Ayas - 3420 m.
- Rifugio Quintino Sella al Felik - 3.585 m. Lo si può raggiungere traversando la vetta del Castore oppure, più facilmente, scendendo al Pian di Verra e risalendo al passo della Bettolina.
- Rifugio Teodulo - 3.317 m.
- Bivacco Rossi e Volante - 3.750 m.